# Mariusz Pawełek
Mariusz Pawełek (* 17. März 1981 in Lubomia, Polen) ist ein polnischer Fußballtorhüter, der momentan bei GKS 1962 Jastrzębie spielt.

## Karriere
Seine Karriere startete er beim kleinen Verein Silesia Lubomia, wechselte aber schon bald zur Jugend des MKS Odra Wodzisław Słąski. Nachdem er im Oktober 2000 in der Ekstraklasa debütierte, konnte er sich aber nicht als Stammtorwart etablieren und bestritt zwischen Oktober 2000 und Juni 2004 lediglich neun Erstligaspiele. Nach eineinhalb Jahren als Stammtorwart wechselte er im Winter 2006 für 350.000 Złoty (rund 90.000 Euro) zu Wisła Krakau, wo er sich zunächst ebenfalls nicht durchsetzen konnte. Zur Saison 2007/08 wurde er schließlich die Nummer 1 im Tor der Krakauer und bestritt 16 Spiele in der Ekstraklasa. Im Dezember 2006 gab er sein Debüt in der polnischen Fußballnationalmannschaft. Sowohl 2008, als auch 2009 konnte Pawelek mit der Wisla den polnischen Meistertitel gewinnen.
Zur Rückrunde der Saison 2010/11 wechselte er in die Türkei zum Süper-Lig-Aufsteiger Konyaspor. Nachdem sein Verein zum Saisonende den Klassenerhalt nicht geschafft hatte, gab sich Pawełek einverstanden, auch in der kommenden Saison in der zweitklassigen TFF 1. Lig für seinen Verein aufzulaufen. Zum Sommer 2012 verließ er den Verein und wechselte zurück nach Polen zu Polonia Warschau.
Im Sommer 2013 wechselte er wieder in die türkische Süper Lig zum Aufsteiger Çaykur Rizespor. Nachdem er für diese Mannschaft nur die Hinrunde der Saison gespielt hatte, wurde er für die Rückrunde an den Zweitligisten Adana Demirspor ausgeliehen. Zur Saison 2014/15 kehrte Mariusz Pawełek nach Polen zurück und unterschrieb einen 2-Jahres-Vertrag mit der Option auf ein weiteres Jahr bei Śląsk Wrocław.